# (410777) 2009 FD
(410777) 2009 FD est un astéroïde binaire de type Apollon. 

## Découverte
L'objet primaire a été découvert le 24 février 2009 et son satellite, S/2015 (410777) 1, a lui été découvert en 2015.

## Orbite
Il présente une orbite caractérisée par un demi-grand axe de 1,16 UA, une excentricité de 0,49 et une inclinaison de 3,1° par rapport à l'écliptique.

## Compléments